# Raión de Kivertsi
Kívertsi (en ucraniano: Ківерцівський район) fue un raión o distrito de Ucrania en el óblast de Volinia. En la reforma territorial de 2020, su territorio fue incluido en el raión de Lutsk.
Comprendía una superficie de 1414 km².
La capital era la ciudad de Kívertsi.

## Demografía
Según estimación 2010 contaba con una población total de 63511 habitantes.

## Otros datos
El código KOATUU es 721800000. El código postal 45200 y el prefijo telefónico +380 3365.